# Andorra i olympiska vinterspelen för ungdomar 2024
Andorra deltog vid olympiska vinterspelen för ungdomar 2024 i Gangwon i Sydkorea mellan den 19 januari och 1 februari 2024. Det var fjärde gången som Andorra tävlade vid olympiska vinterspelen för ungdomar efter att ha deltagit i varje upplaga sedan den första upplagan 2012.
Andorras trupp bestod av en manlig alpin skidåkare. Den alpina skidåkaren Salvador Cornella Guitart var landets fanbärare under öppningsceremonin.

## Tävlande
Följande är en lista över antalet tävlande som deltog i spelen per sport/disciplin.
| Sport            | Herrar | Damer | Totalt |
| ---------------- | ------ | ----- | ------ |
| Alpin skidåkning | 1      | 0     | 1      |
| Totalt           | 1      | 0     | 1      |

## Alpin skidåkning
Andorra hade en manlig alpin skidåkare som hade kvalificerat sig till olympiska vinterspelen för ungdomar 2024.
Herrar
| Idrottare                 | Gren        | Åk 1  | Åk 1      | Åk 2  | Åk 2      | Totalt  | Totalt    |
| Idrottare                 | Gren        | Tid   | Placering | Tid   | Placering | Tid     | Placering |
| ------------------------- | ----------- | ----- | --------- | ----- | --------- | ------- | --------- |
| Salvador Cornella Guitart | Super-G     | —     | —         | —     | —         | 56,58   | 30        |
| Salvador Cornella Guitart | Storslalom  | 52,85 | 40        | 48,78 | 32        | 1.41,63 | 31        |
| Salvador Cornella Guitart | Slalom      | 49,77 | 28        | 0DNF0 | 0DNF0     | 0DNF0   | 0DNF0     |
| Salvador Cornella Guitart | Kombination | 56,48 | 29        | 56,45 | 18        | 1.52,93 | 23        |